# Applaudissements aux fenêtres pendant la pandémie de Covid-19
Pour un article plus général, voir Pandémie de Covid-19.

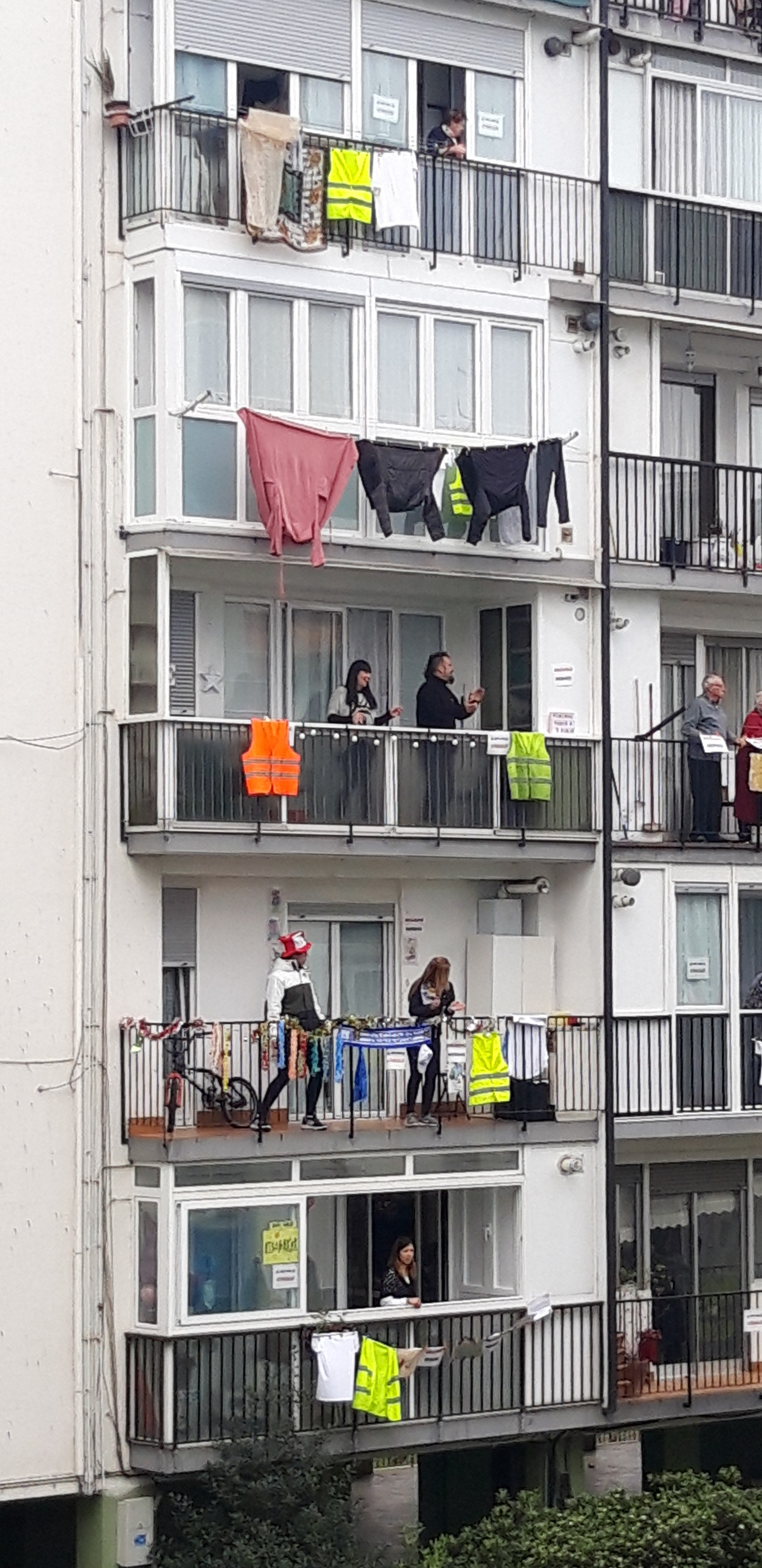
Applaudissements aux fenêtres pendant la pandémie de Covid-19 en Espagne à Lasarte-Oria, le 29 mars 2020.

Les applaudissements aux fenêtres pendant la pandémie de Covid-19 sont une pratique adoptée par les habitants de nombreux pays, par laquelle ils entendent remercier les professionnels de santé durant les confinements du premier semestre 2020 liés à la pandémie de Covid-19.

## Un phénomène international
Le phénomène a lieu dans de nombreux pays et prend des proportions importantes au niveau international :
- Andorre[1]
- Allemagne[2]
- Argentine : Buenos Aires[3]
- Autriche[4]
- Belgique : Bruxelles[5]
- Canada[6]
- Chili : Santiago[7]
- Chine[8]
- Colombie : Bogota[9]
- Croatie[10]
- Cuba[11]
- Équateur : Quito[12]
- Émirats arabes unis : Dubaï[13]
- Espagne[14]
- États-Unis[15]
- France[16]
- Inde : Bombay[17]
- Irlande
- Israël[18]
- Italie[19]
- Mexique : Mexico[20]
- Nouvelle-Zélande[21]
- Pays-Bas : Amsterdam[22]
- Panama : Panama[23]
- Paraguay : Asuncion[24]
- Pérou : Lima[25]
- Royaume-Uni
- Suisse[26]
- Thaïlande : Bangkok[27]
- Turquie
- Uruguay : Montevideo[28]

## Formes du rituel
La pratique des applaudissements aux fenêtres, par sa fixité, sa répétitivité et sa synchronisation, tous les soirs à 20 heures, prend la forme d'un rituel social.

### Espagne
En Espagne, le 14 mars 2020, pendant le confinement, les habitants de Madrid sont invités sur les réseaux sociaux à applaudir les professionnels de santé avec le mot d'ordre « aplauso sanitario » (« applaudissez les soignants »), puis le rituel s'étend ailleurs dans le pays. Les applaudissements ont lieu à 22 h.

### France

#### Description du phénomène
En France, à la suite de la décision du président, Emmanuel Macron, d'appliquer une mesure de confinement, les mots-clefs #OnApplaudit et #TousALaFenêtre acquièrent de la visibilité. Le mot d'ordre est relayé par plusieurs députés et s'inspire de la pratique italienne. « À 20 h, on vient applaudir ! Rendez-vous sur vos balcons et à vos fenêtres pour applaudir ensemble celles et ceux qui sont mobilisés pour le bien de tous. »
Après des débats sur l'horaire à retenir (19 h ou 20 h), c'est finalement à 20 h qu'ont lieu les applaudissements quotidiens, qui deviennent très nourris à partir du deuxième jour. Alors que les allocutions télévisées du président de la République ont généralement lieu à 20 h, celle du 13 avril est décalée de deux minutes pour laisser aux applaudissements le temps de se dérouler.
En tant que phénomène synchronisé, ce rituel est perçu à la fois comme la création d'un nouveau lien entre voisins, et la manifestation de l'unité du peuple français.
Les applaudissements perdent progressivement en intensité après la levée des mesures de confinement, jusqu'à disparaître en juin 2020. Selon un sondage, 59 % des Français n'ont jamais applaudi pour les soignants, à l'inverse 21 % ont fait ce geste de façon régulière.

#### Suppressions des lits d'hôpitaux, coût de la saturation du système de santé
Les syndicalistes, parmi lesquels le Collectif Inter-Hôpitaux, font entendre leurs revendications : « Ce n'est pas que d'applaudissements dont on a besoin ». Ils dénoncent la diminution des moyens, les fermetures de lits, de services et les pertes de pouvoir d'achat des personnels.
Les suppressions des lits (des moyens d'accueil) sont dénoncées depuis de nombreuses années lorsque la pandémie commence, la saturation des services hospitaliers est le facteur déclencheur des décisions de confinement. Les économies de quelques milliards faites grâce à ces restrictions budgétaires, sont comparées aux centaines de milliards d'euros que coûtent les mesures d'accompagnement des confinements : 
- en mars 2021, le déficit de l'État s'est accru de 193 milliards d'euros en un an[42],
- « Le couvre-feu à 18 h coûte environ 10 milliards par mois à l'État », indique Laurent Saint-Martin, député LREM et rapporteur du Budget à l'Assemblée,
- à son annonce le 31 mars, on estime que le 3e confinement d'un mois coûtera 20 milliards d'euros de déficit supplémentaire[42].

Malgré le bilan financier désastreux et les conséquences majeures des choix politiques de fermetures des lits faits depuis plusieurs mandatures, les mêmes orientations sont maintenues et les fermetures de lits du système hospitalier se poursuivent dans toute la France. Alors que le gouvernement est acculé au 2e confinement à cause de la saturation des hôpitaux, le ministre de la Santé, Olivier Véran, déclare le 18 novembre 2020 : « Je sors totalement du dogme de la réduction des lits lorsqu'il y a des transformations de projets hospitaliers. Ça c'est terminé ! ». Pourtant Olivier Milleron, cardiologue à l'hôpital Bichat, lors d'une conférence de presse du collectif inter-hôpitaux le 1er décembre, constate que « les projets de restructuration hospitalière sont toujours à l'ordre du jour, prévoyant la fermeture de centaines de lits et la suppression de nombreux emplois hospitaliers ». Le 5 avril 2021, la coordination nationale souligne qu'Emmanuel Macron avait promis lors du premier confinement de porter le nombre de lits de réanimation de 5 000 à 12 000. Un an après, le président de la République indique qu'il y en a seulement 7 000 et que l'objectif est d'atteindre 10 000.

#### Réaction du personnel soignant
Les professionnels de santé comprennent en général et apprécient l'intention de cette manifestation populaire. Ils expriment l'espoir qu'elle ne soit pas seulement une peur du risque sanitaire causé par la pandémie de Covid-19. Infirmiers, médecins, ambulanciers sont eux aussi très touchés par cette mobilisation,.
Mais les applaudissements et surtout les promesses ont été oubliés dès la sortie du premier confinement : au deuxième comme au troisième confinement, les dotations matérielles sont toujours défaillantes, le personnel insuffisant, les suppressions de lits se poursuivent.

### Inde
Durant son discours du 19 mars 2020, Narendra Modi, Premier ministre de l'Inde, a encouragé les applaudissements durant le confinement.

### Italie
En Italie, premier pays européen confiné à cause de la pandémie, les applaudissements, longs de plusieurs minutes, ont lieu à 18 h. Certains habitants entonnent aussi des chants italiens comme le Canto della Verbena (en) ou l'hymne national à leur balcon.
Le New York Times relate aux États-Unis l'événement italien le 16 mars 2020 : « Les Italiens trouvent un moment de joie dans ces temps d'anxiété » (« Italians Find ‘a Moment of Joy in This Moment of Anxiety’ »).

### Royaume-Uni

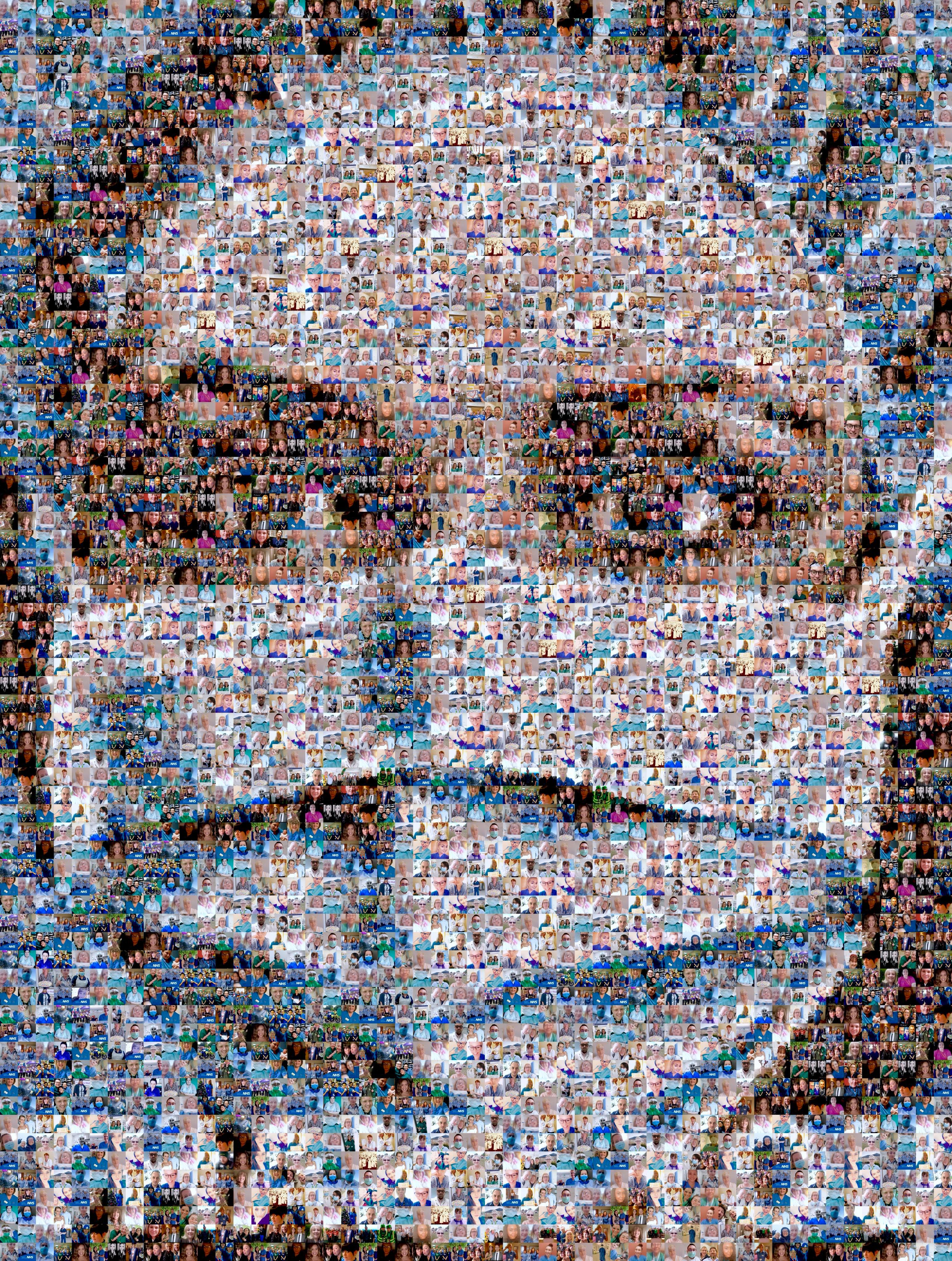
Thank You, photomosaïque de Nathan Wyburn, 2020.

Au Royaume-Uni, l'hommage « Clap for Carers » a la forme d'une campagne en ligne qui se déroule pendant dix soirées de fin mars à fin mai 2020. Des voisins se tiennent sur le pas de leur porte tous les jeudis à 20 heures, en tapant sur des casseroles, parfois accompagnés de sirènes de police et de gyrophares, comportements considérés parfois comme relevant d'un « nationalisme bienveillant ». Boris Johnson déclare que le NHS est « alimenté par l'amour », une sorte de « ligne de front héroïque » face à une pandémie mondiale. Le personnel de soin est ainsi présenté comme un ensemble de héros, ce qui peut détourner de la responsabilité de contenir le virus, alors que le public conteste les mesures sanitaires employées.
Annemarie Plas, une immigrée néerlandaise vivant à Londres, initie la campagne d'applaudissements aux fenêtres pendant la pandémie. Ils ont lieu tous les jeudis soir à 20 h entre le 26 mars et le 28 mai 2020. L'initiative est connue sous le nom de Clap for our Carers (en) . De nombreuses célébrités, influenceurs, personnalités politiques et publiques y participent. On peut notamment citer le Premier ministre Boris Johnson, le chancelier de l'Échiquier Rishi Sunak, Jeremy Corbyn, Sir Paul McCartney, Kylie Minogue, David Beckham, Daniel Craig, Phoebe Waller-Bridge, Naomie Harris et Sir Elton John. Les princes George et Louis et la princesse Charlotte encouragent également l'événement depuis leur résidence d'Anmer Hall. Cette campagne d'applaudissements aux fenêtres est diffusée par Sky, ITV, Channel 4 et la BBC.
Nathan Wyburn crée alors une photomosaïque numérique (Thank You) composé de plus de 200 images de membres du National Health Service (NHS), pour rendre hommage à leur travail.
En janvier 2021, Annemarie Plas propose de reconduire le Clap for Heroes lors du troisième confinement que connaît le pays.

## Analyses sociologiques du rituel
La manifestation de solidarité envers les soignants via des applaudissements synchronisés à heure fixe est une forme de rite contemporain non religieux, tendant à renforcer la cohésion de la population, confrontée à une situation difficile. Elle a lieu à la frontière entre un espace privé (l'appartement ou la maison) et un espace public (le balcon ou l'entrée) et de ce fait emprunte, par sa visibilité, des caractéristiques de la société du spectacle : vidéos du phénomène, mises en scène. Elle met en exergue la notion de collectif, considérée comme essentielle pour affronter l'épidémie (grâce au service public), et donne une particulière intensité à des liens entre personnes qui en réalité ne se connaissent pas, équilibrant ainsi momentanément le collectif et l'individuel. Enfin, dans sa dimension répétitive, elle rassure les individus dans une période particulièrement anxiogène pour eux : en effet, la ritualisation s'accommode du changement social, car les sociétés qui se transforment renouvellent les manières de marquer des moments forts. Le rituel suggère la nécessité d'apparaître comme faisant partie d'une communauté et, par conséquent, de confirmer sa propre existence et être reconnu en tant qu'individu. Ces interactions sociales donnent du sens dans ce contexte.
Cependant, la qualification de ce phénomène comme un « rituel de gratitude » a été contestée, étant considérée par certains comme un ensemble de tropes, tel celui du professionnel soignant vu comme un héros se sacrifiant pour masquer les failles des systèmes de soins nationaux.